# Control aéreo avanzado

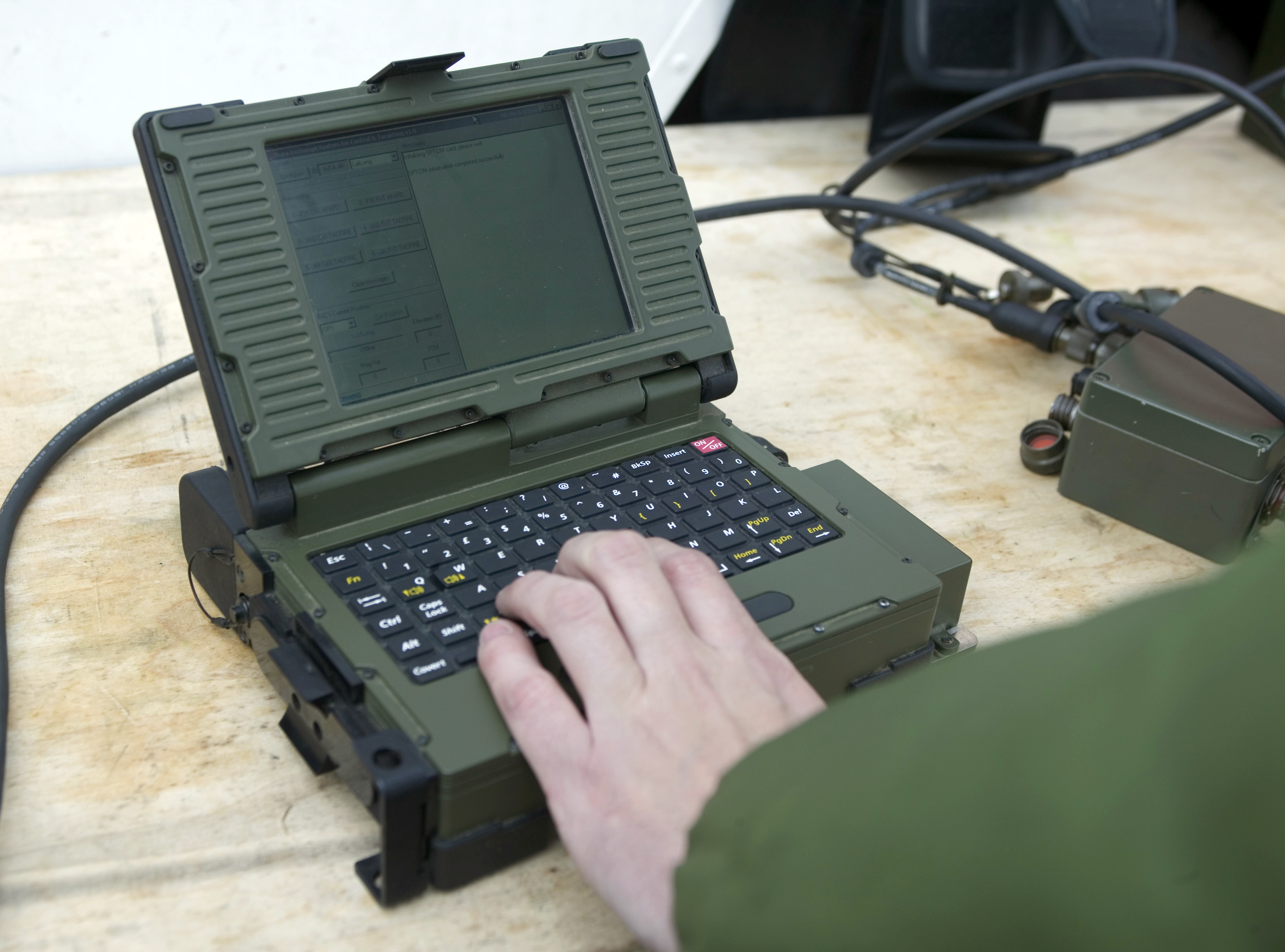
Imagen de un estudiante que participa en un curso de controlador aéreo avanzado usando un dispositivo.

Control aéreo avanzado, en inglés: forward air control (FAC), es la prestación de orientación a las aeronaves de apoyo aéreo cercano (CAS) con intención de garantizar que sus ataques den en los objetivos previstos y no perjudiquen a tropas amigas. Esta tarea es llevada a cabo por un controlador aéreo avanzado (también conocido por las siglas FAC). 
La coordinación del apoyo aéreo es una necesidad antigua, plasmada en la figura del Equipo de Control Aéreo Táctico-Controlador Aéreo Avanzado (TACP-FAC). La doctrina OTAN ha sustituido la figura del Controlador Aéreo Avanzado (FAC, en sus siglas en inglés) por la del JTAC.